# Schloss Herrngiersdorf

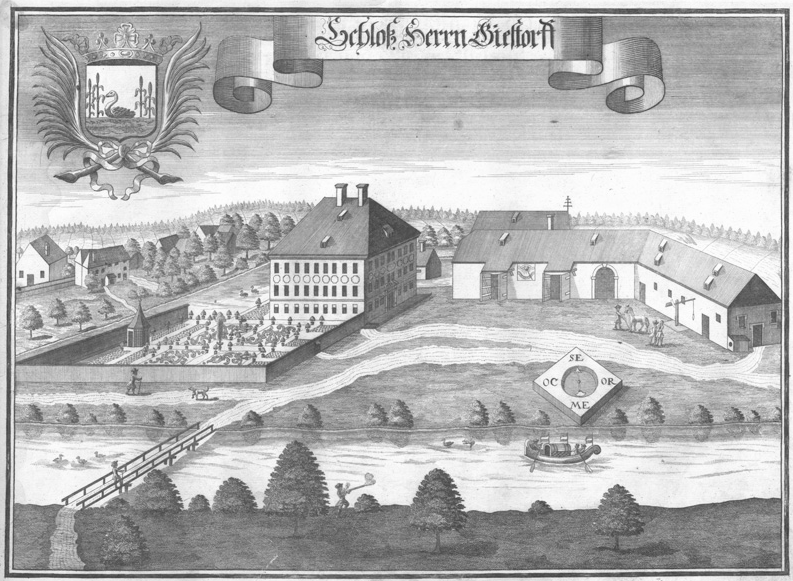
Kupferstich von Michael Wening in der Topographia Bavariae um 1700

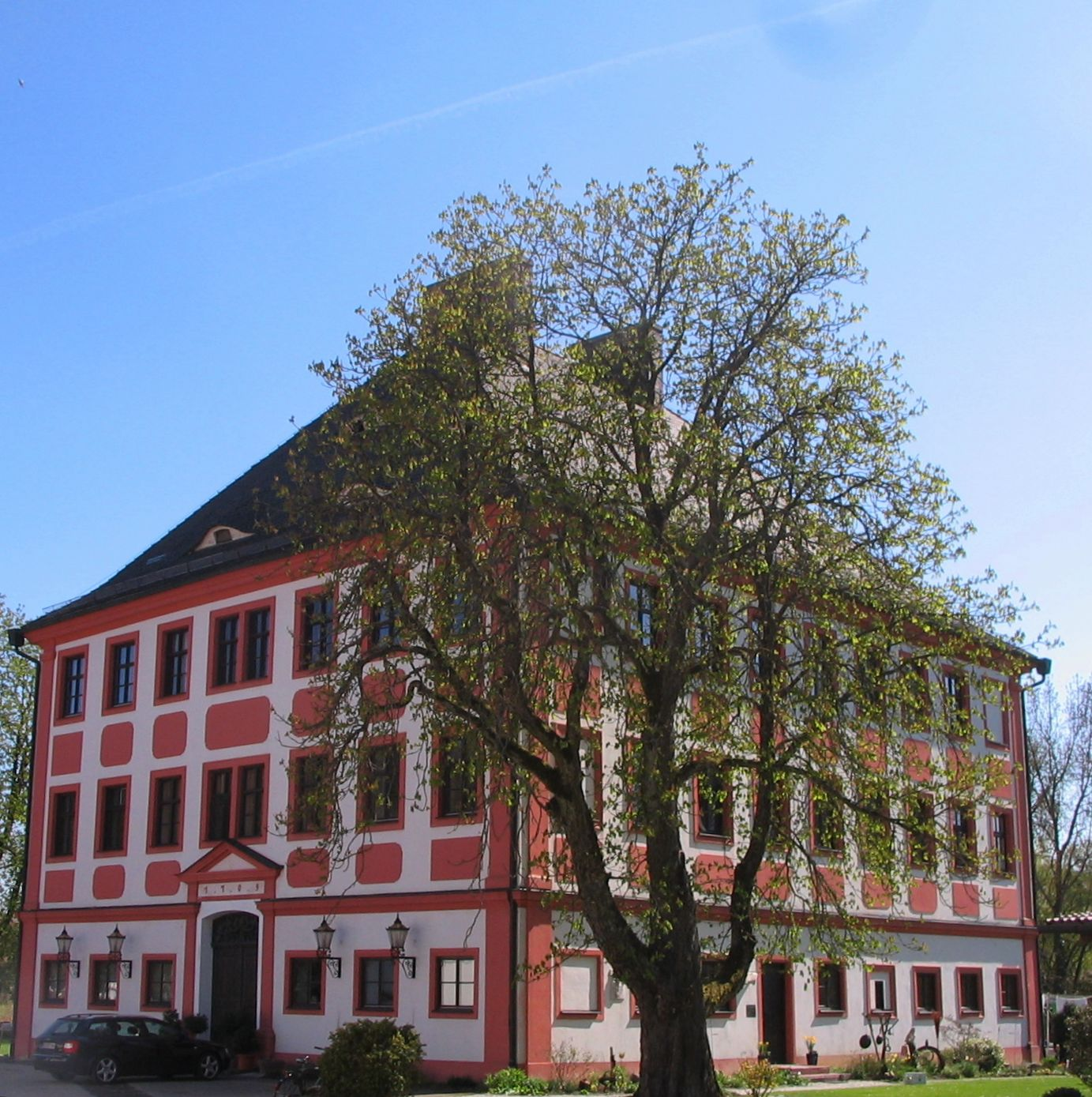
Schloss Herrngiersdorf von Südosten (2010)

Schloss Herrngiersdorf ist ein barockes Schloss in Herrngiersdorf, einer Ortschaft im niederbayerischen Landkreis Kelheim am Rande der Hallertau. Es war früher Sitz einer Hofmark. Seit 1131 existiert die Schlossbrauerei Herrngiersdorf, die sich selbst als älteste Privatbrauerei der Welt bezeichnet. Die Anlage wird als Bodendenkmal unter der Aktennummer D-2-7238-0236 im Bayernatlas als „untertägige mittelalterliche und frühneuzeitliche Befunde im Bereich des Schlosses in Herrngiersdorf, zuvor mittelalterliche Niederungsburg“ geführt. Ebenso ist sie unter der Aktennummer D-2-73-127-3 als denkmalgeschütztes Baudenkmal von Herrngiersdorf verzeichnet.

## Geschichte
Das Schloss gehörte ursprünglich wohl den Grafen von Sempt-Ebersberg, ab 1037 dem von ihnen gestifteten Kloster Geisenfeld. Als Schlossherren sind im 12. und 13. Jahrhundert, erstmals aber im Jahr 1131,   Ministerialen des Klosters beurkundet. Inhaber der Hofmark und des Schlosses waren im 15. Jahrhundert die Nothaft von Podenstein, im 16. Jahrhundert die Herren von Seiboldsdorf, von 1654 bis 1822 die Freiherren von Guggemos. Im Jahr 1709 ließ Albrecht von Guggenmos anstelle des alten Wasserschlosses den heutigen Bau errichten. Von 1822 bis 1823 war der bayerische Maximilian von Montgelas im Besitz von Schloss Herrngiersdorf. Anschließend gehörte es den Herren von Lottner, darunter dem Reichstagsabgeordnete Ludwig von Lottner. 1875 ging das Schloss in Privatbesitz über; zunächst erwarb es Jakob Mühlbauer. Seit 1899 ist es im Besitz der Familie Pausinger, die ursprünglich aus Landshut stammt. Im Jahr 1976 wurde es umfassend restauriert. Die Schlossbrauerei wird seit 1995 von Paul Pausinger VI. geführt.

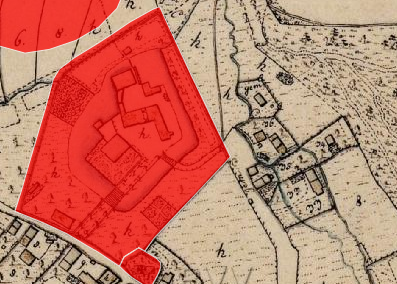
Lageplan von Schloss Herrngiersdorf auf dem Urkataster von Bayern

## Beschreibung
Der herrschaftliche Hauptbau wurde im Jahr 1709 im Barockstil erbaut. Der dreigeschossige, kubusartige Walmdachbau mit neun zu acht Fensterachsen wird von barocken Felderungen und Eckpilastrierungen gegliedert. Die breiten roten Lisenen bilden einen Kontrast zu den im Übrigen weiß getünchten Wänden. Das Portal wird von zwei Pilastern eingerahmt und durch einen einfachen Dreiecksgiebel hervorgehoben. Bemerkenswert sind die barocken Tonnengewölbe mit Stichkappen in den Räumen des Erdgeschosses sowie die dreiarmige Treppenanlage mit Holzbalustraden zwischen quadratischen Steinpfeilern.
Zur Schlossanlage gehören außerdem ein Wirtschaftsgebäude aus dem 18. oder 19. Jahrhundert, ein eingeschossiger winkelförmiger Satteldachbau mit Taubenkobel und Räucherkammer im Dach, sowie ein 1884 erbauter Kuhstall mit flachem Satteldach. Der vermutlich im 18. Jahrhundert neu angelegte Wassergraben ist nur noch teilweise erhalten.